# John Waihee

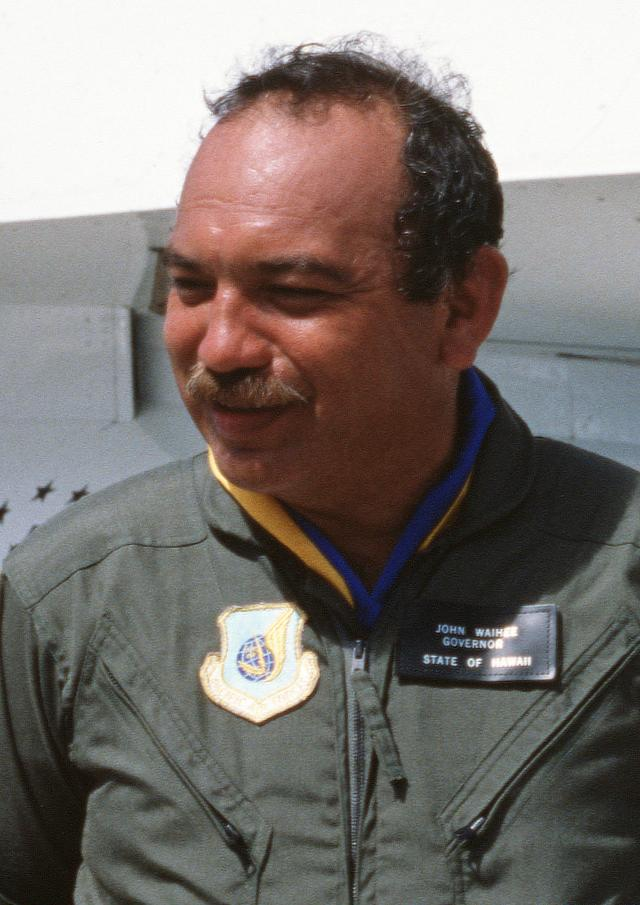
John Waihee framför ett av amerikanska flygvapnets Thunderbirds flyguppvisningsteams F-16 Fighting Falcon-flygplan år 1988.

John David Waihe'e III, född 19 maj 1946 i Hawaii County, är en amerikansk demokratisk politiker. Han var Hawaiis guvernör 1986-1994. Han var den första amerikanen av hawaiiansk härkomst som har varit guvernör i en amerikansk delstat.
Waihe'e studerade historia och företagsekonomi vid Andrews University. Han avlade sedan 1976 juristexamen vid University of Hawaii. Som delegat till Hawaiis konstitutionskonvent år 1978 påverkade han beslutet att godta hawaiiska som officiellt språk på Hawaii.
Waihe'e tjänstgjorde som viceguvernör 1982-1986. Han efterträdde 1986 George Ariyoshi som guvernör och omvaldes fyra år senare. Han kunde inte kandidera till en tredje mandatperiod som guvernör på grund av maximigränsen. Han efterträddes av viceguvernören Ben Cayetano.
Han har två barn med Lynne Kobashigawa.